# Noeki Klein

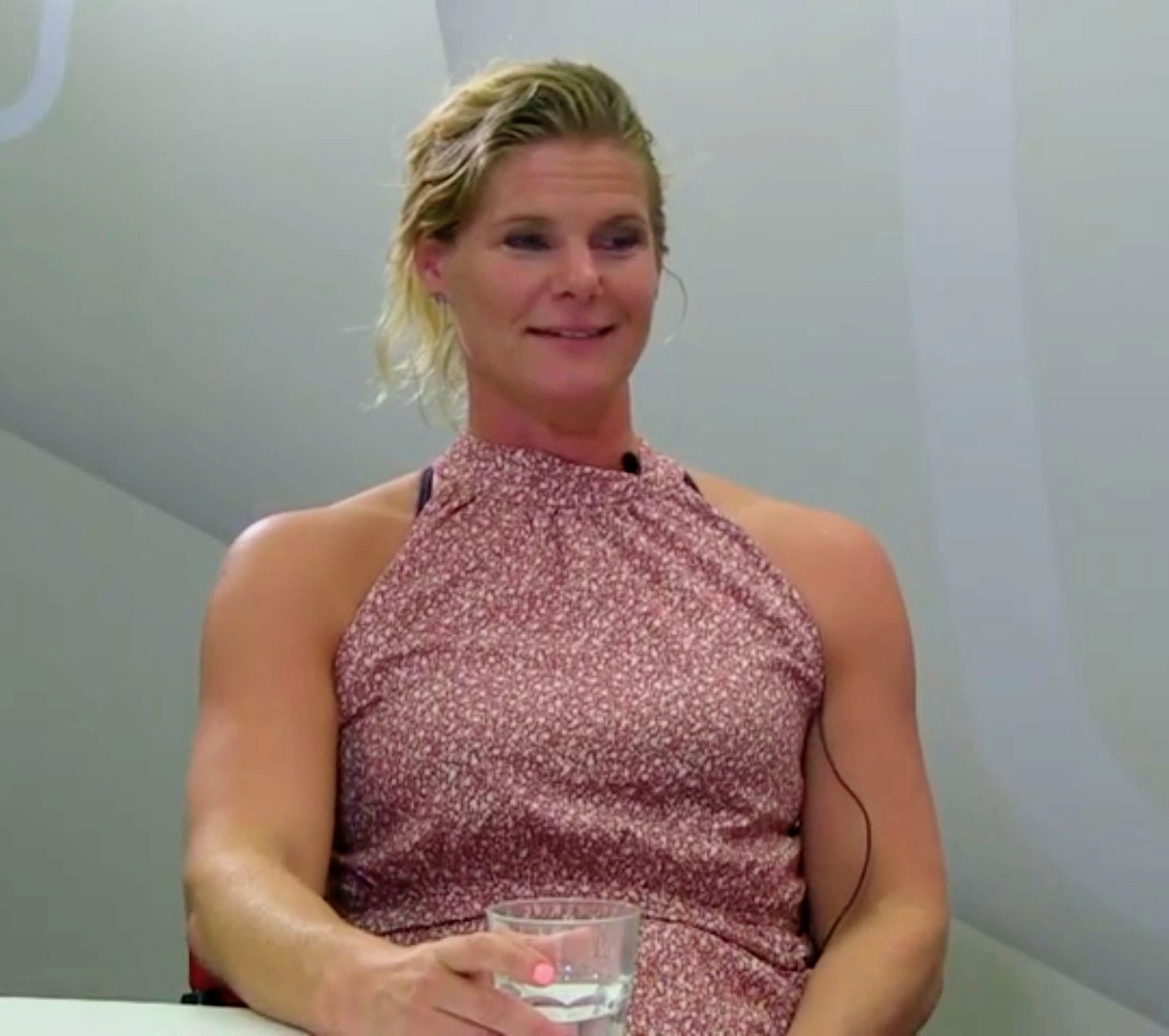
Noeki Klein (2021) in einem Interview

Noeki Klein (* 28. April 1983 in Leiderdorp) ist eine ehemalige niederländische Wasserballspielerin. Sie gewann 2008 die olympische Goldmedaille und war Europameisterschaftsdritte 2010.

## Sportliche Karriere
Die 1,79 Meter große Noeki Klein wurde mit der niederländischen Nationalmannschaft Zehnte bei der Weltmeisterschaft 2005 und Neunte bei der Weltmeisterschaft 2007. Im Jahr darauf bei den Olympischen Spielen in Peking belegten die Niederländerinnen in ihrer Vorrundengruppe den dritten Platz hinter den Ungarinnen und den Australierinnen. Mit einem 13:11 im Viertelfinale gegen Italien und einem 8:7 gegen die Ungarinnen erreichten die Niederländerinnen das Endspiel gegen die Mannschaft aus den Vereinigten Staaten. Mit einem 9:8 im Finale gewannen die Niederländerinnen die Goldmedaille. Noeki Klein wirkte in vier Spielen mit, darunter das Finale, erzielte aber keinen Treffer.
2009 erreichten die Niederländerinnen den fünften Platz bei der Weltmeisterschaft in Rom. 2010 bei der Europameisterschaft in Zagreb gewannen die Niederländerinnen ihre Vorrundengruppe. Nach einer 7:10-Niederlage gegen die Russinnen im Halbfinale siegten sie im Spiel um die Bronzemedaille mit 14:12 gegen Italien.
Noeki Klein spielte in den Niederlanden bei De Zijl Zwemsport in Leiden. 2009 wurde sie spanische Meisterin mit CN Sabadell.